# Boven Merwede
Boven Merwede (nizozemska izgovorjava: [ˌboːvəˈmɛrʋeːdə]) (poslovenjeno: Gornji Merwede) je reka na Nizozemskem, ki jo večinoma napaja reka Ren. Reka Zajezeni Maas (Afgedamde Maas) se pri Woudrichemu združi z Waalom in tvori Boven Merwede, ki se pri Hardinxveld-Giessendamu razcepi v reko Beneden Merwede na desni in reko Novi Merwede na levi. Njena dolžina je 8.8 km. Merwede je del glavne ladijske poti med Rotterdamom in Nemčijo.
Cestni most povezuje zahodno stran Gorinchema na severu z zahodno stranjo Sleeuwijka na jugu.